# Cacodaemon
Cacodaemon war eine finnische Black- und Death-Metal-Band aus Kuopio, die 1996 gegründet wurde und sich 2007 auflöste.

## Geschichte
Die Band wurde Ende 1996 von dem Gitarristen und Schlagzeuger Crucitatus und dem Sänger und Bassisten Johan aka Moribundus gegründet. 1999 entstanden die ersten Lied-Aufnahmen, die jedoch offiziell nicht veröffentlicht wurden. Im Februar 2000 wurde das erste Demo Black Death Metal aufgenommen. Es erschien noch im selben Jahr, wobei unter anderem eine Coverversion von VONs Veadtuck enthalten ist. Nach der Veröffentlichung übernahm Obscurus den Bass. Im Sommer desselben Jahres wurde das Debütalbum Fullmoon Ritual eingespielt, das nach etwas Verzögerung 2001 als Kompaktkassette erschien. Die Verzögerung ließ sich darauf zurückführen, dass das Master-Tape verloren wurde und zudem neu gemastert werden musste, um es auch als CD zu veröffentlichen zu können. Das Album enthält unter anderem eine Coverversion von Mortuary Drapes Primordial. Mit dem neuen Schlagzeuger Necrophiliac Bonegrinder begann die Band schon kurz darauf mit den Proben von neuen Liedern, die Ende 2001 als EP Morbid Winds of Destruction aufgenommen wurden. Die Veröffentlichung war zunächst als 7″-Single geplant, jedoch entschieden sich Crucitatus und Moribundus dagegen, sodass sie 2002 als Kompaktkassette, von der nur 60 Exemplare hergestellt wurden, erhältlich war. Nach den Aufnahmen stieß Wicked Ischanius als zweiter Gitarrist hinzu. 2002 wurde das Album The Demoniac Invocation von Mr. Donner aufgenommen. Nachdem das Label Infernal Waves Records, worüber die Veröffentlichung ursprünglich geplant war, bankrottging, wurde das Album bei D.U.K.E. Records und Exh Goëtie Records im November 2004 in Europa und den USA in einer Auflagenhöhe von 500 Stück veröffentlicht.
2004 begann die Band mit dem Spielen von Konzerten: Der erste Auftritt wurde mit De Lirium’s Order, Scorngrain und Darkwoods My Betrothed abgehalten, was zugleich der letzte mit Wicked Ischanius war. Bei späteren Auftritten mit Malicious Death, Urn, Hellspirit und Nailgunner half Tobias Hellraiser von Proud to be Loud aus. Ende 2005 wurde in drei Sessions das Album Tales of Demoncy aufgenommen, ehe es 2007 erschien. Am 3. November löste sich die Band auf und Crucitatus gründete Lantern.

## Stil
Jim von putrefactiveeffectzine.blogspot.de schrieb in seiner Rezension zu The Demoniac Invocation, dass hierauf eine rohe Mischung aus Black- und Death-Metal zu hören ist. Vor allem habe man sich bei den 1980er-Jahre-Standards bedient. Dabei orientiere man sich weniger an Beherit oder Bathory, sondern eher an Hellhammer, Celtic Frost und Possessed. Gelegentlich ließen sich auch Einflüssen der 1990er Jahre von Gruppen wie Autopsy und Pungent Stench feststellen. Das Album klinge im Gegensatz zum Vorgänger geordneter und weniger wie eine Probeaufnahme. Der Gesang sei tief und guttural. Die Lieder würden sich stark ähneln, wobei sie stark durch Finsternis und Okkultismus geprägt seien.

## Diskografie
- 2000: Black Death Metal (Demo, Eigenveröffentlichung)
- 2001: Fullmoon Ritual (Album, Votu Records)
- 2002: Morbid Winds of Destruction (EP, Votu Records)
- 2004: The Demoniac Invocation (Album, D.U.K.E. Records/Exh Goëtie Records)
- 2007: Tales of Demoncy (Album, Kaos Propaganda Records)